# سیارک ۱۰۰۰۲۹
سیارک ۱۰۰۰۲۹ (به انگلیسی: 100029 Varnhagen، نامگذاری:1990TQ10) صد هزار و بیست و نهمین سیارک کشف شده‌است که در ۱۰ اکتبر ۱۹۹۰ کشف شد.